# Sibylle Pasche
Sibylle Pasche (24 de agosto de 1976, Lucerna) es una artista y escultora suiza. 

## Primeros años
Sibylle Pasche vive y trabaja en Zúrich (Suiza), en Carrara (Italia) y los Estados Unidos. De 1996 a 2000 estudió escultura en la Academia de Bellas artes de Carrara. Se graduó con la tesis las Mujeres -  Escultoras femeninas - La escultora femenina en la Historia de Arte. De 1999 a 2002  enseñó en el Liceo Artístico en Zúrich.

## Trabajos

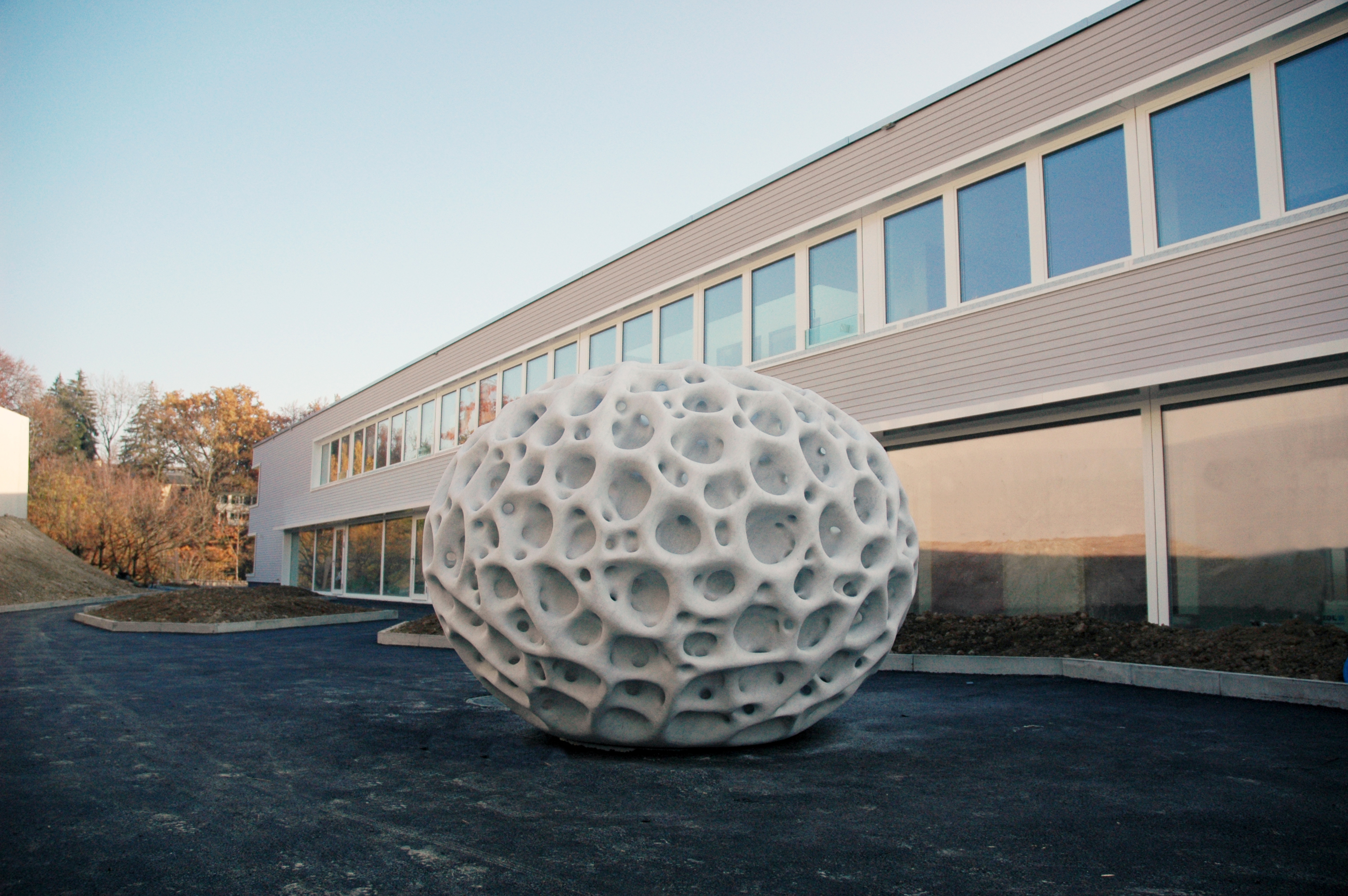
Rastros de Tiempo, Meilen/Zúrich, 2011

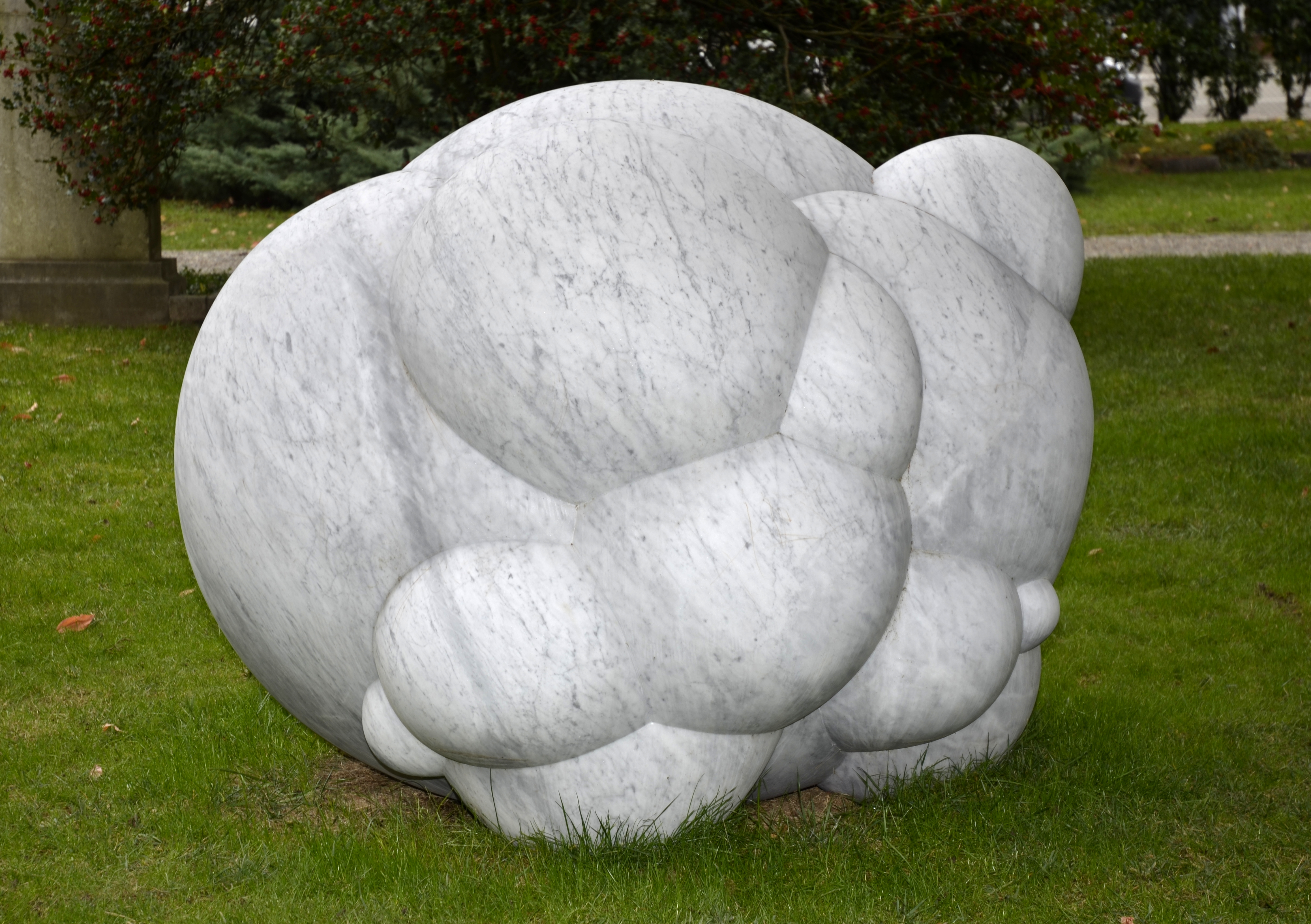
Nascita, escultura por Sybille Pasche, King Cementerio, Geneva.

Sibylle Pasche es reconocida para sus esculturas exteriores de gran escala. Trabaja principalmente con piedras (Mármol de Carrara, travertino, mármol belga negro).  Sus inspiraciones son los procesos de naturaleza y la poesía de las formas sencillas en vida diaria. Trabaja con estructuras sólidas y formas qué  desarrolla más allá según sus reglas propias de ritmo y proporción. Sus objetos, que pesan varias toneladas, se asemejan a cantos rodados enterrados. La elección del material, su durabilidad y la correspondiente noción de longevidad tienen una fuerza que va en contra del Zeitgeist contemporáneo del mundo acelerado de hoy en día. Pasche prefiere la estética a provocación. Rastros de tiempo (2011) es una pieza representativa de las preocupaciones focales de Pasche.
Sus dibujos y las pinturas pueden ser comparados a entradas de diario que complementan su trabajo en piedra. Sus evocaciones diáfanas y poéticas de los fenómenos naturales investigan tanto el micro como el macrocosmos. Como se insinúa en los títulos de la serie: Cells and Stars, Nueva York (2008/09) y Stars and Snow, Engadine (2010), sus dibujos se unen a lo frágil y delicado al cosmos.

## Exposiciones (selección)
- 2012: Mana Contemporáneo, Jersey City (EE. UU.)
- 2012: 5th Swiss Triennial Sculpture Exhibition, Bad Ragaz (CH) y Vaduz (FL)
- 2010: Cass Sculpture Foundation, Goodwood, West Sussex
- 2010: Draw. Museo de la Ciudad de México, Ciudad de México
- 2010: Parque de Escultura del Yorkshire, Wakefield, Yorkshire Del oeste.
- 2008: Galería  Cynthia Reeves, Nueva York.
- 2008: Genio Loci. Isla Palmaria/Porto, Venere (Italia)
- 2008: Voluminous Carvings. Seeanlage Meilen/Zurich[3]
- 2006: XII International Sculpture Biennale, Carrara (Italia)
- 2006: Stiftung SkulptUrschweiz, Ennetbürgen/Luzern.
- 2005:  Künstlerhaus am Lenbachplatz, Múnich (Alemania)

## Colecciones y comisiones públicas (selección)
- 2011: Rastros de Tiempo. AZ Platten, Meilen/Zúrich[4]
- 2011: Islas de Historias. Instituto  Nanshing, Chiayi, Taiwán
- 2009: Centro Médico Dartmouth-Hitchcock , Líbano (EE.UU.)
- 2008: Gioco d'Acque II. Seeanlage Meilen/Zúrich (CH)
- 2006: Sonriendo Estrellas'.' Daegu Sede de banco, Daegu, Corea del Sur
- 2005: Museo de Arte Contemporáneo Internacional Casoria , Nápoles
- 2005: Mulinelli. Centro histórico Lenzburg
- 2005: Centro Histórico Wilhelmshaven
- 2002: Museo de Escultura, Teulada, Sardinia
- 2002: Parque de Escultura R. Ciulli, Monticiano, Siena
- 1998: Explanada, Piazza Paradiso, Marina di Carrara

## Literatura
- Sibylle Pasche: Traces of Time and Spaces. Meilen 2012, ISBN 978-3-033-03410-5 .
- Sibylle Pasche: Voluminous Carvings. Meilen 2008, ISBN 978-3-03-301550-0 .
- Sibylle Pasche: Poetry in Stone.. Meilen 2005, ISBN 978-3-03-300581-5 .